# 2019년 오스트레일리아 의회 선거
2019년 오스트레일리아 의회 선거는 전체 151석인 오스트레일리아 하원 의석과 전체 76석 중 40석인 오스트레일리아 상원 의석을 선출하기 위해 2019년 5월 18일 실시된다. 하원의원 선거는 소선거구제에 기반한 선호투표제로 진행되며, 상원의원 선거는 비례대표제에 기반한 단기 이양식 투표 제도로 진행된다.
2016년 총선에서 76석을 얻어 과반수를 겨우 달성한 맬컴 턴불의 연립은 곧 소속 의원 및 야당의 반발로 정국 운영에 어려움을 겪게 되었다. 특히 이중국적 파문으로 여러 의원들이 사퇴한 후 치러진 대규모 보궐선거에서 연립은 별다른 소득을 얻지 못하였다. 이에 연립 내 우파 세력은 턴불의 리더십을 공격하면서 재신임 안건을 상정하였다. 턴불은 재신임을 받지 못하면서 총리직에서 물러나게 되나, 이로서 열린 대표 경선에서 우파가 지지한 피터 더튼이 중도파가 지지한 스콧 모리슨에게 패배하면서 우파는 당권을 확보하지 못하였다. 한편 노동당에 이어 연립에서도 국정 혼란이 이어지면서 연립의 지지율은 노동당에게 점차 크게 뒤쳐지게 되었으며, 턴불의 사퇴로 치러진 웬트워스 지역구 보궐선거에서 무소속 후보가 당선되면서 연립은 과반수 확보도 실패한 채 소수 내각으로 전락하였다. 이에 2019년 4월 11일에 모리슨은 의회를 해산하고 총선에 돌입하였다.

## 같이 보기
- 오스트레일리아의 정당